# وليام هوارد تافت الثالث
وليام هوارد تافت الثالث (بالإنجليزية: William Howard Taft III) (و. 1915 – 1991 م) هو دبلوماسي من الولايات المتحدة الأمريكية .